# Chiesa di San Pietro (Rialto)
La chiesa di San Pietro è luogo di culto cattolico situato nel comune di Rialto, in provincia di Savona. Si tratta di una delle due chiese parrocchiali tra cui è diviso il territorio comunale.

## Storia e descrizione

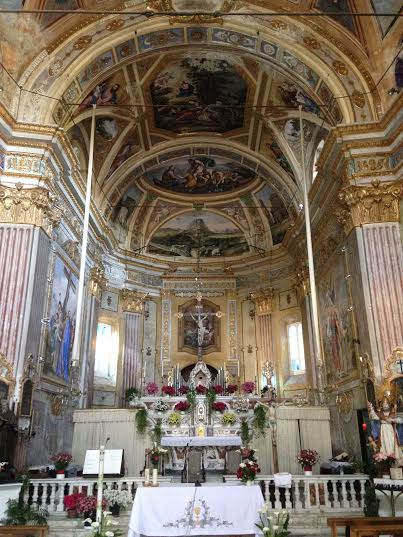
Il presbiterio

Il campanile in stile gotico e sopraelevato in epoca barocca, rivela le origini medievali della parrocchiale, risalente al XIII o XIV secolo.
La prima citazione in documento scritto è datata 1356.
L'attuale edificio è stato completamente ricostruito nel Settecento, come quasi tutti gli edifici religiosi della zona. Si presenta con navata unica e grande aula su cui insistono due ampie cappelle laterali. L'interno è in gran parte dipinto con interventi databili tra la seconda metà del XVIII secolo e la prima del XIX secolo. La struttura e gli altari sono in stile barocco, parte degli stucchi sulle pareti, in particolare attorno alle stazioni della Via Crucis, risultano rococò, mentre gli interventi sulle pareti del presbiterio tradiscono un'impronta neoclassica.